# توم أور
توم أور (بالإنجليزية: Tom Orr)‏ هو مهندس أمريكي، ولد في 27 أغسطس 1877، وتوفي في 11 ديسمبر 1954.